# 음악 동형
미분기하학에서 음악 동형(音樂同型, 영어: musical isomorphism)은 매끄러운 다양체의 접다발과 공변접다발 사이의 동형 사상이다. 준 리만 다양체나 심플렉틱 다양체의 경우 표준적인 음악 동형이 존재한다.

## 정의
매끄러운 다양체 {\displaystyle M}의 음악 동형은 그 접다발 {\displaystyle \mathrm {T} M}과 공변접다발 {\displaystyle \mathrm {T} ^{*}M} 사이의 벡터 다발 동형 사상이다. 이는 보통 기호로 다음과 같이 표기된다.
{\displaystyle \flat \colon \mathrm {T} M\to \mathrm {T} ^{*}M}
{\displaystyle \sharp \colon \mathrm {T} ^{*}M\to \mathrm {T} M}
{\displaystyle \sharp \circ \flat =\operatorname {id} _{\mathrm {T} M}}
{\displaystyle \flat \circ \sharp =\operatorname {id} _{\mathrm {T} ^{*}M}}
이를 사용하여, 벡터장을 1차 미분 형식에 대응시킬 수 있으며, 또 그 역도 가능하다. 이는 다음과 같이 표기된다.
{\displaystyle \Gamma (\mathrm {T} M)\ni X\mapsto X^{\flat }\in \Gamma (\mathrm {T} ^{*}M)}
{\displaystyle \Gamma (\mathrm {T} ^{*}M)\ni \alpha \mapsto \alpha ^{\sharp }\in \Gamma (\mathrm {T} M)}

## 성질

### 존재와 유일성
임의의 매끄러운 다양체에서, 음악 동형은 항상 존재하지만, 일반적으로 유일하지 않다. (사실, 임의의 매끄러운 다양체 위에는 항상 리만 다양체의 구조를 줄 수 있다.)

### 리만 구조 및 심플렉틱 구조와의 관계
음악 동형이 주어졌을 때, 각 점 {\displaystyle x\in M}에서 접공간 {\displaystyle \mathrm {T} _{x}M} 위에 쌍선형 형식
{\displaystyle B(-,-)\colon \mathrm {T} _{x}M\otimes \mathrm {T} _{x}M\to \mathbb {R} }
{\displaystyle B(X,Y)=\langle X^{\flat },Y\rangle }
이 존재한다.
이 쌍선형 형식은 대칭 쌍선형 형식일 필요가 없으며, 일반적으로 다음과 같이 대칭 성분과 반대칭 성분으로 분해된다.
{\displaystyle g(X,Y)={\frac {B(X,Y)+B(Y,X)}{2}}}
{\displaystyle \omega (X,Y)={\frac {B(X,Y)-B(Y,X)}{2}}}
만약 {\displaystyle \omega =0}이라면, {\displaystyle g}는 {\displaystyle M} 위의 준 리만 다양체 구조를 정의한다. 마찬가지로, 만약 {\displaystyle g=0}이라면, {\displaystyle \omega }는 {\displaystyle M} 위의 준 심플렉틱 다양체(영어: almost symplectic manifold) 구조를 정의한다. (만약 추가로 {\displaystyle \mathrm {d} \omega =0}이라면, 이는 심플렉틱 다양체 구조를 이룬다.)
반대로, 준 리만 다양체 {\displaystyle (M,g)}가 주어졌을 때, 음악 동형
{\displaystyle \flat \colon \mathrm {T} M\to \mathrm {T} ^{*}M}
{\displaystyle \flat |_{x}\colon v\mapsto g(v,-)\qquad (x\in M,\;v\in \mathrm {T} _{x}M)}
{\displaystyle \sharp \colon \mathrm {T} ^{*}M\to \mathrm {T} M}
{\displaystyle \sharp |_{x}\colon \phi \mapsto g_{x}^{-1}(\phi )\qquad (x\in M,\;\phi \in \mathrm {T} _{x}^{*}M)}
을 정의할 수 있다. 마찬가지로, 준 심플렉틱 다양체 {\displaystyle (M,\omega )}가 주어졌을 때, 음악 동형
{\displaystyle \flat \colon \mathrm {T} M\to \mathrm {T} ^{*}M}
{\displaystyle \flat |_{x}\colon v\mapsto \omega (v,-)\qquad (x\in M,\;v\in \mathrm {T} _{x}M)}
을 정의할 수 있다.

## 역사

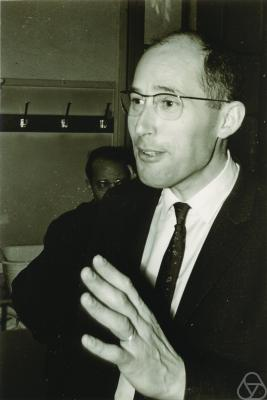
마르셀 베르제(1968년)

‘음악 동형’이라는 용어는 마르셀 베르제가 1971년에 이미 사용하였다.:21
‘음악 동형’이라는 용어 및 그 기호는 일종의 말장난이다. 물리학에서는 보통 벡터장(접다발의 단면)을 윗첨자 {\displaystyle X^{\mu }}로, 1차 미분 형식(공변접다발의 단면)을 아랫첨자 {\displaystyle X_{\mu }}로 표기한다. 그런데 물리학과 달리 수학에서는 보통 이와 같은 첨자 표기법을 잘 사용하지 않으며, 다른 표기법이 필요하다. 이에 따라, 접다발을 공변접다발에 대응시키는 것은 첨자를 “올리는” 것이므로, 음악의 올림표(♯)를 사용하여 표기하며, 반대로 공변접다발을 접다발에 대응시키는 것은 첨자를 “내리는” 것이므로, 음악의 내림표(♭)를 사용하여 표기한다. 이 두 기호가 음악에서 유래하였으므로 이러한 벡터 다발 동형 사상에 ‘음악 동형’이라는 이름이 붙었다.

## 같이 보기
- 쌍대성
- 호지 쌍대
- 벡터 다발
- 내림표

## 참고 문헌
1. ↑  Berger, Marcel; Gauduchon, Paul; Mazet, Edmond. 《Le Spectre d’une variété riemannienne》. Lecture Notes in Mathematics (프랑스어) 194. Springer-Verlag. doi:10.1007/BFb0064643. ISSN 0075-8434.

- Lee, J. M. (2003). 《Introduction to Smooth manifolds》. Springer Graduate Texts in Mathematics 218. ISBN 0-387-95448-1.
- Lee, J. M. (1997). 《Riemannian Manifolds – An Introduction to Curvature》. Springer Graduate Texts in Mathematics 176. New York · Berlin · Heidelberg: Springer Verlag. ISBN 978-0-387-98322-6.
- Vaz, Jayme; da Rocha, Roldão (2016). 《An Introduction to Clifford Algebras and Spinors》. Oxford University Press. ISBN 978-0-19-878-292-6.